# Juraniowy Potok

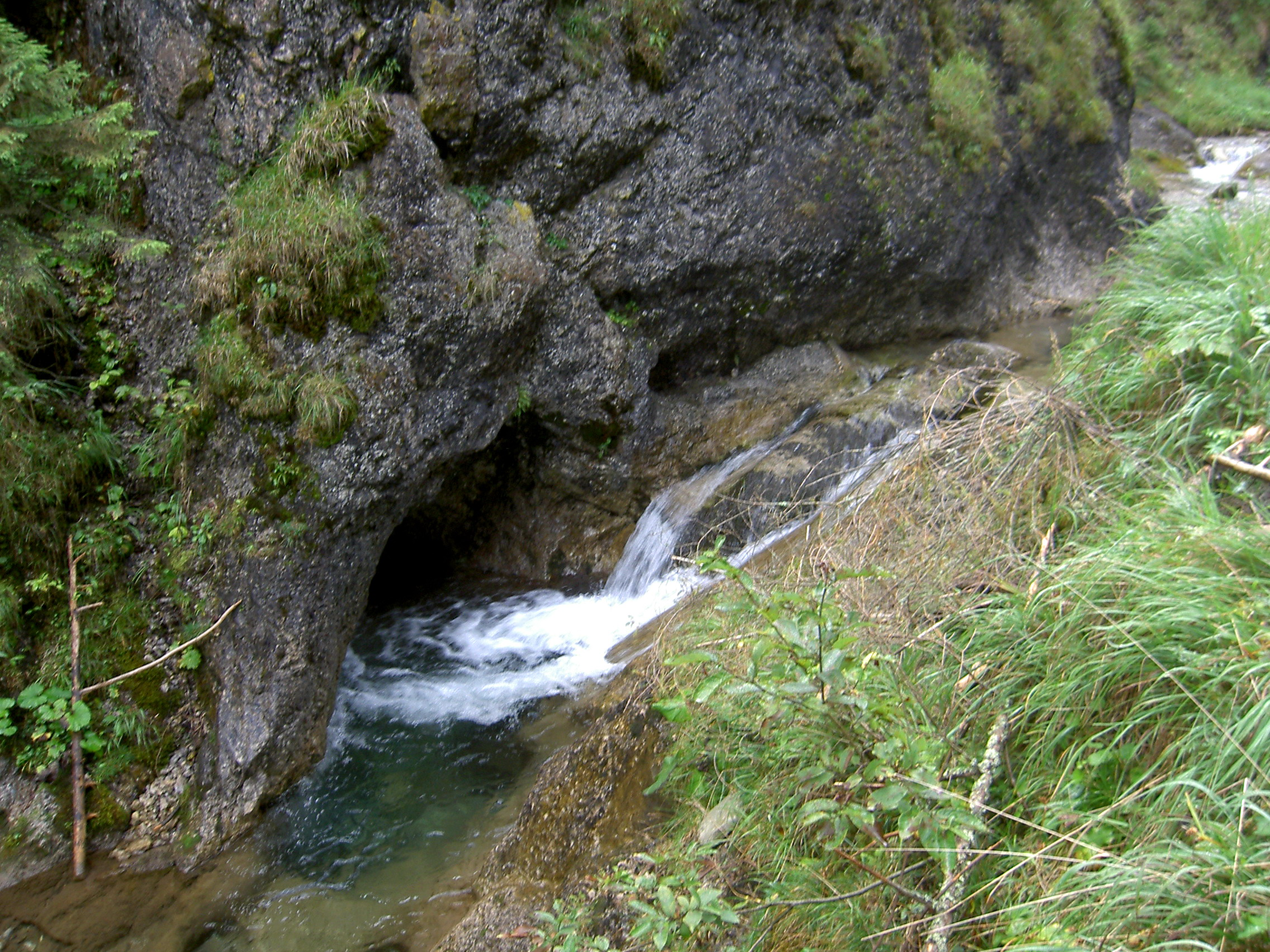
Kocioł eworsyjny i kaskada

Juraniowy Potok (słow. Juráňov potok) – potok w słowackich Tatrach Zachodnich, spływający Doliną Juraniową. Pomimo że płynie w kierunku z południa na północ, jest zaliczany do cieków wodnych „południowej” strony Tatr, spływa bowiem generalnie na południową stronę głównego wododziału karpackiego i należy do zlewiska Morza Czarnego.
Źródła Juraniowego Potoku znajdują się pod grzbietem głównego wododziału karpackiego, na północno-zachodnich zboczach Juraniowej Przełęczy (na wysokości ok. 1340 m n.p.m.) i na północnych stokach Bobrowca na wysokości ok. 1400 m n.p.m. Potok spływa generalnie w kierunku północnym, przyjmując po kilka drobnych dopływów z lewej, ze stoków Jamborowego Wierchu i Jamborowej Skałki (Hrubý vrch, 1329 m n.p.m.), oraz z prawej strony, z masywu Furkaski. W dolnym biegu przepływa przez wąski wąwóz skalny długości ok. 1 km, zwany Juraniową Cieśniawą. Na tym odcinku, od „białej” wody spienionej na licznych progach, kotłach eworsyjnych i kaskadach, potok nazywany jest też niekiedy Białą Wodą Juraniową lub Białym Potokiem. Na wysokości 829 m n.p.m. Juraniowy Potok łączy się z Cichą Wodą Orawską, dając początek Orawicy. Ten końcowy jego odcinek tworzy granicę między Kotliną Orawicką (po zachodniej stronie potoku) a Doliną Cichą Orawską (po wschodniej stronie).
W ciasnym i głębokim korycie, jakie Juraniowy Potok wyrzeźbił w Juraniowej Cieśniawie, nie dało się zrobić drogi dla zwózki drzewa z doliny. W tym celu w latach 1885–1886 zbudowano w tym miejscu ponad potokiem drewniany pomost o długości 903 m. Był on często niszczony po większych wiosennych wylewach i naprawiany. Do I wojny światowej służył do zwózki drzewa, do 1934 r. można było jeszcze przejść po nim pieszo. Pozostały jeszcze po nim pojedyncze belki w skale.